# Salo Flohr
Salo Flohr (russisch Саломон Михайлович Флор/Salomon Michailowitsch Flor, * 21. November 1908 in Horodenka/Österreich-Ungarn; † 18. Juli 1983 in Moskau) war ein tschechoslowakisch-sowjetischer Schach-Großmeister. In den 1930er-Jahren galt er als einer der besten Spieler der Welt.

## Leben

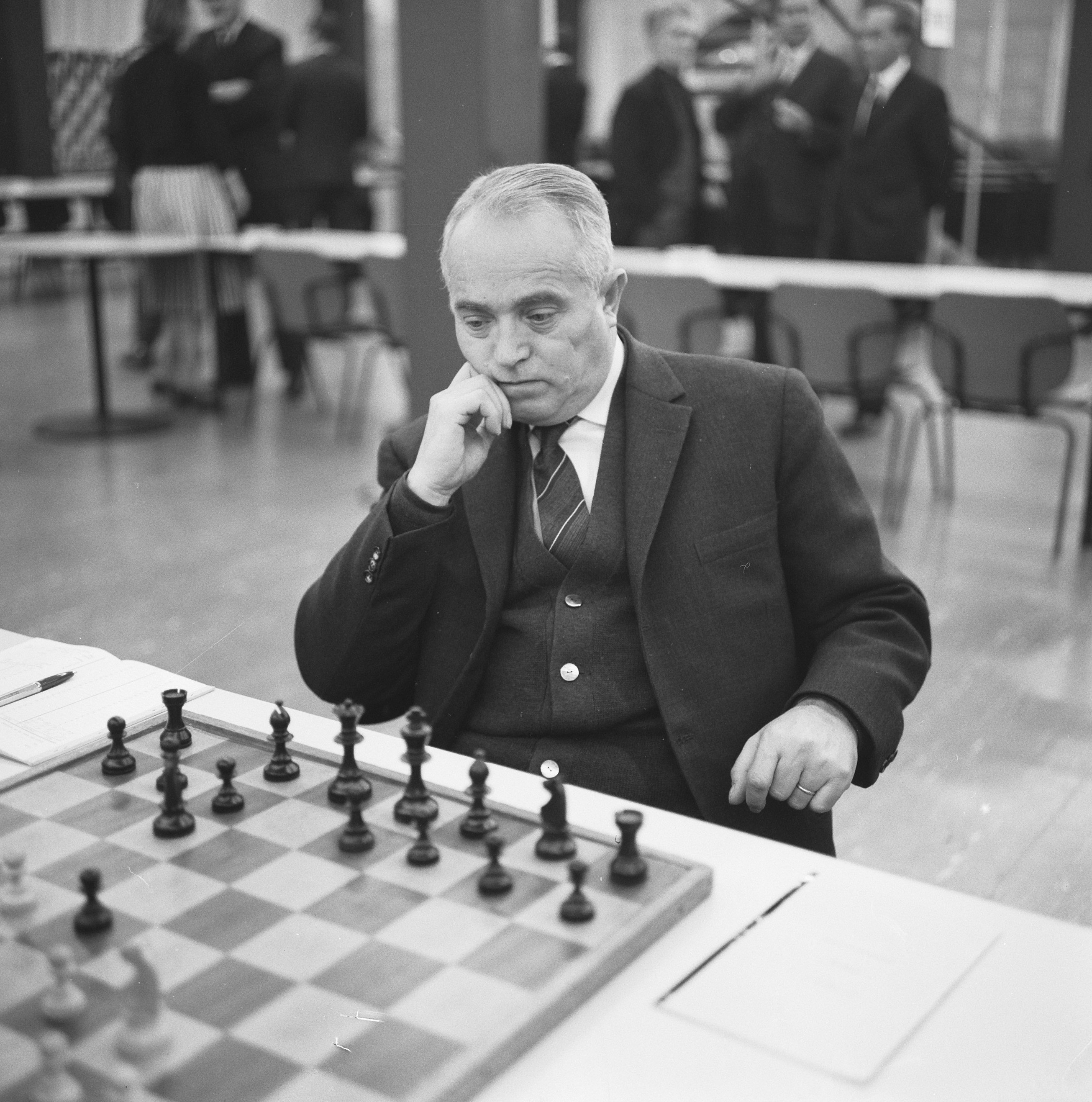
Flohr (1963)

Salomon Flohr wurde als eines von acht Kindern verarmter jüdischer Eltern geboren. Während des Ersten Weltkrieges überlebten Salo Flohr und sein älterer Bruder als einzige ein Judenpogrom, das Soldaten der russischen Armee im Sommer 1915 in ihrer galizischen Heimatstadt verübten. Als Vollwaisen zogen die Knaben um das Jahr 1916 nach Prag in Böhmen. Nach Gründung der Tschechoslowakei im Jahre 1918 wurde Flohr tschechoslowakischer Staatsbürger und wuchs in einer Pflegefamilie in Benešov (Beneschau) auf. Zunächst verkaufte er Gemüse und trug ab etwa 1923 Zeitungen aus, doch bereits als Jugendlicher errang Flohr schachliche Erfolge in den Prager Cafés, wo er um Wetteinsatz spielte und darin ein besseres Auskommen fand als in bürgerlichen Berufen.
Flohr debütierte international beim großen Turnier in Rogaška Slatina 1929, wo er hinter Akiba Rubinstein Zweiter wurde. Dieser Erfolg war der Grundstein für seine nun folgende Berufsschachspielerkarriere. In den folgenden 10 Jahren war er schachlich sehr aktiv und ließ kaum ein wichtiges Turnier aus. Er gewann das Traditionsturnier von Hastings in den Jahren 1931 bis 1934 vier Mal hintereinander. Mit Michail Botwinnik gewann er 1935 in Moskau (vor den Ex-Weltmeistern José Raúl Capablanca und Emanuel Lasker). Er gewann die Turniere in Poděbrady 1936 und Ķemeri 1937 (gemeinsam mit Samuel Reshevsky) vor Alexander Aljechin. Flohr remisierte zwei Wettkämpfe gegen spätere Weltmeister: 1932 spielte er in Amsterdam gegen Max Euwe 8:8 (+3 =10 −3), 1933 gegen Michail Botwinnik in Leningrad und Moskau 6:6 (+2 =8 −2). Flohr spielte für die Tschechoslowakei bei fünf Schacholympiaden. 1930 in Hamburg war noch keine feste Brettfolge vorgeschrieben, bei den vier folgenden Schacholympiaden spielte er am ersten Brett. In Prag 1931 gewann er mit der Mannschaft Bronze, in Folkestone 1933 Silber. Flohr erreichte 1935 in Warschau und 1937 in Stockholm das beste Einzelergebnis am ersten Brett, 1930 das zweitbeste Einzelergebnis aller Teilnehmer. Das Gesamtergebnis aller seiner Olympiapartien ist imponierend: +46 =28 −8 (73,17 %).
Nach seinem Sieg im Revanchewettkampf um die Weltmeisterschaft 1937 bezeichnete Aljechin Salo Flohr als seinen künftigen Herausforderer, ein Status, der auch durch eine Abstimmung in Stockholm anlässlich der Schacholympiade 1937 festgesetzt wurde. Es wurde ein Zweikampf über 30 Partien in der Tschechoslowakei geplant. Zu einem Match zwischen den beiden kam es indes nicht, bedingt durch die schwierige politische Situation des jungen tschechoslowakischen Staates, der sich einer Okkupation durch das faschistische Deutschland ausgesetzt sah. Flohr verließ alsbald die Tschechoslowakei und lebte kurz in Schweden, von wo er gemeinsam mit seiner Ehefrau mit Hilfe seines Freundes Michail Botwinnik in die Sowjetunion emigrierte. 1942 erhielt er die sowjetische Staatsbürgerschaft.
Nach dem Krieg galt Flohr, der nun in finanziell gutgestellten Verhältnissen lebte, zunächst wieder als ein Anwärter auf den Weltmeistertitel. Die FIDE verlieh ihm 1950 den Großmeistertitel. Er qualifizierte sich über das Interzonenturnier Saltsjöbaden 1948 für das Kandidatenturnier in Budapest 1950. Doch hatte er seine beste Zeit schon hinter sich, er belegte dort nur den 8. Platz (7 Punkte aus 18 Partien). Flohr konzentrierte sich in der Folge auf seine schriftstellerischen und schachjournalistischen Aktivitäten für verschiedene russische und ausländische Zeitungen, darunter auch deutsche Blätter (er sprach perfekt Deutsch). Er begleitete als Kommentator bis zu seinem Tod 1983 alle wichtigen Schachereignisse in der Sowjetunion.
Gemäß der Rückrechnung der historischen Elo-Zahl nahm Flohr von März bis November 1935 und im Mai 1936 den 2. Platz in der Weltrangliste ein.

## Privates
Seine Frau Tatjana Flohr (1933–1993) war eine Nichte des berühmten russischen Dichters Sergei Jessenin.